# Aisey-et-Richecourt
Aisey-et-Richecourt è un comune francese di 111 abitanti situato nel dipartimento dell'Alta Saona nella regione della Borgogna-Franca Contea.

## Società

### Evoluzione demografica
Abitanti censiti